# Papalagi
Papalagi, en plural, y palagi o palangi, en singular, es el etnónimo en idioma samoano para describir a las personas de piel blanca o caucásicos. Se emplea también para referirse a los inmigrantes venidos de las islas de la Polinesia instalados en Nueva Zelanda y tiene un sentido aproximado a la palabra maorí pakeha.
El vocablo se extendió entre las culturas occidentales gracias a la obra de Erich Scheurmann titulada Los Papalagi, una colección de discursos del jefe samoano Tuiavii de Tiavea, para algunos un bulo, publicada originalmente en alemán en 1920.

## Origen y significado
La etimología de la palabra es incierta. Algunos lingüistas piensan que proviene de papa-lagi ("atravesar el cielo"), lo que designaría las velas de los navíos europeos. Otros sugieren que significaría "encerrar la cabeza", en referencia a la práctica occidental de llevar sombrero.
Jan Tent, lingüista de la Universidad Macquarie (Australia), y el Dr. Paul Geraghty, director del Instituto Lingüístico y Cultural de Fiyi, en Suva, sugieren que la palabra procedería de los viajes efectuados por los polinesios antes de la llegada de los europeos, durante los cuales se habrían topado con habitantes de Malasia, adoptando de ellos el término barang ("tejido importado"). También pudo haber ocurrido que el término hubiera sido transmitido por la tripulación de origen indonesio de Abel Tasman en la década de los años 1640. Fuera como fuera, en 1777 el capitán James Cook señala que los habitantes de Tonga habían llamado a sus hombres "tangata no papalangie", que significa "hombres de tela" o bien, como decía Vincenzo, "que vaca ni que vaca". Además, los lingüistas señalan que el término malayo para designar a los europeos, durante los siglos XVII y XVIII, era faranggi y, sin embargo, creen que palangi ya significaba "tejido" antes de ser utilizado para referirse a seres humanos.